# Antigua Línea 9 (TUVISA)
La antigua línea 9 de TUVISA de Vitoria unía mediante el centro de la ciudad el barrio de Armentia con el de Errekaleor.

## Características
Esta línea conectaba pasando por el centro de Vitoria los barrios de Armentia y Errekaleor, dando servicio también al de Ariznavarra.
La línea dejó de estar en funcionamiento a finales de octubre de 2009, como todas las demás antiguas líneas de TUVISA, cuándo el mapa de transporte urbano en la ciudad fue modificado completamente.

### Frecuencias
| de lunes a viernes laborables |        |
| 6:30                          |        |
| de 7:30 a 22:30               | 30 min |
| sábados laborables            |        |
| de 7:30 a 23:30               | 30 min |
| domingos y festivos           |        |
| de 8:30 a 22:30               | 30 min |

| de lunes a viernes laborables |        |
| 6:00, 7:00                    |        |
| de 7:30 a 22:30               | 30 min |
| sábados laborables            |        |
| de 7:30 a 23:30               | 30 min |
| domingos y festivos           |        |
| de 8:30 a 22:30               | 30 min |

## Recorrido
La Línea comenzaba su recorrido en la Calle José María Cacigal, y seguía por la Calle Teodoro González de Zárate hasta girar a la derecha por la Calle Etxezarra y de nuevo a la derecha por Castillo de Fontecha. Tras girar a la izquierda, entraba en la Calle Castillo de Ocio y después tras un giro a la derecha a la Calle Ariznavarra, la que abandonaba por la izquierda por Portal de Castillo. En una rotonda por la que giraba a la izquierda, accedía a la Avenida de Gasteiz y tras un giro a la derecha por Adriano VI, pasaba por las Calles Magdalena, Prado, Plaza de la Virgen Blanca, Mateo Moraza y Olaguíbel. Girando a la derecha, entraba a la Calle Paz, la que tras un giro a la izquierda por Canciller Ayala, abandonaba. Tras un rápido giro a la derecha, pasaba por Angulema y el Puente de san Cristóbal. Tras un giro a izquierdas, recorría la calle Heraclio Fournier, hasta llegar a Venta de La Estrella y llegar a Errekaleor donde se encontraba la parada de regulación horaria.
Tras retomar el recorrido y un cambio de sentido, accedía a la Calle Venta la Estrella primero y Paseo de la Zumaquera después. Girando a la derecha pasaba por la Calle Adurza, Trianas y Los herrán, que abandonaba por la izquierda por Jesús Guridi, Independencia, General Álava, Becerro de Bengoa, Monseñor Estenaga, Mikaela Portilla y Portal de Castilla. Girando a la derecha, realizaba un breve paso por la Calle Etxezarra para girar a la izquierda primero por Castillo de Quejana y tras un nuevo giro a la izquierda, Castillo de Fontecha. Retornaba a Portal de Castilla, para llegar hasta el Alto de Armentia, desde donde entraba al Camino de Armentia, y a la altura del Santo, girar a la derecha por la Avenida de San Prudencio. Realizaba un cambio de sentido, y tras un giro a la derecha, llegaba a José María Cacigal, punto inicial de la línea.

## Paradas
| KBHFa |

| HST |

| HST |

| HST |

| HST |

| HST |

| HST |

| HST |

| SBRÜCKE |

| HST |

| HST |

| HST |

| HST |

| HST |

| STRo |

| HST |

| HST |

| HST |

| HST |

| HST |

| HST |

| BHF |

| HST |

| HST |

| HST |

| HST |

| STRo |

| HST |

| HST |

| HST |

| HST |

| SBRÜCKE |

| HST |

| HST |

| HST |

| HST |

| HST |

| HST |

| HST |

| HST |

| HST |

| KBHFe |

| KBHFa |

| HST |

| HST |

| HST |

| HST |

| HST |

| HST |

| HST |

| SBRÜCKE |

| HST |

| HST |

| HST |

| HST |

| HST |

| STRo |

| HST |

| HST |

| HST |

| HST |

| HST |

| HST |

| BHF |

| HST |

| HST |

| HST |

| HST |

| STRo |

| HST |

| HST |

| HST |

| HST |

| SBRÜCKE |

| HST |

| HST |

| HST |

| HST |

| HST |

| HST |

| HST |

| HST |

| HST |

| KBHFe |

| KBHFa |

| HST |

| HST |

| HST |

| HST |

| HST |

| HST |

| HST |

| SBRÜCKE |

| HST |

| HST |

| HST |

| HST |

| HST |

| STRo |

| HST |

| HST |

| HST |

| HST |

| HST |

| HST |

| BHF |

| HST |

| HST |

| HST |

| HST |

| STRo |

| HST |

| HST |

| HST |

| HST |

| SBRÜCKE |

| HST |

| HST |

| HST |

| HST |

| HST |

| HST |

| HST |

| HST |

| HST |

| KBHFe |

| KBHFa |

| HST |

| HST |

| HST |

| HST |

| HST |

| HST |

| HST |

| SBRÜCKE |

| HST |

| HST |

| HST |

| HST |

| HST |

| STRo |

| HST |

| HST |

| HST |

| HST |

| HST |

| HST |

| BHF |

| HST |

| HST |

| HST |

| HST |

| STRo |

| HST |

| HST |

| HST |

| HST |

| SBRÜCKE |

| HST |

| HST |

| HST |

| HST |

| HST |

| HST |

| HST |

| HST |

| HST |

| KBHFe |